# Beat (Jukka Tiensuu)
Beat is een compositie van Jukka Tiensuu.
Hij schreef het werk in 1977 voor klarinet, cello en piano. Het werk ging in première op 7 november 1997 tijdens het in Scandinavië befaamde festival voor moderne muziek te Bergen. Håkon Nilsen (klarinet) , Jane Odriozola (cello) en Tiensuu achter de vleugel voerden het toen uit. In 2008 nam een geheel andere samenstelling het op voor het Finse platenlabel Alba Records Oy op, die er een EMMA-award voor kreeg. Ook daarbij zat de componist achter de vleugel. Het werk valt in de categorie Eigentijdse klassieke muziek. Alhoewel de titel lijkt te wijzen op maat is nergens een duidelijke maatvoering te horen.